# Apistogramma hongsloi
Apistogramma hongsloi är en fiskart som beskrevs av Kullander, 1979. Apistogramma hongsloi ingår i släktet Apistogramma och familjen Cichlidae. Inga underarter finns listade i Catalogue of Life.

## Bildgalleri

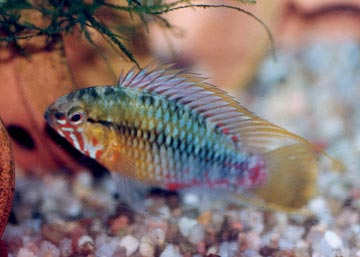
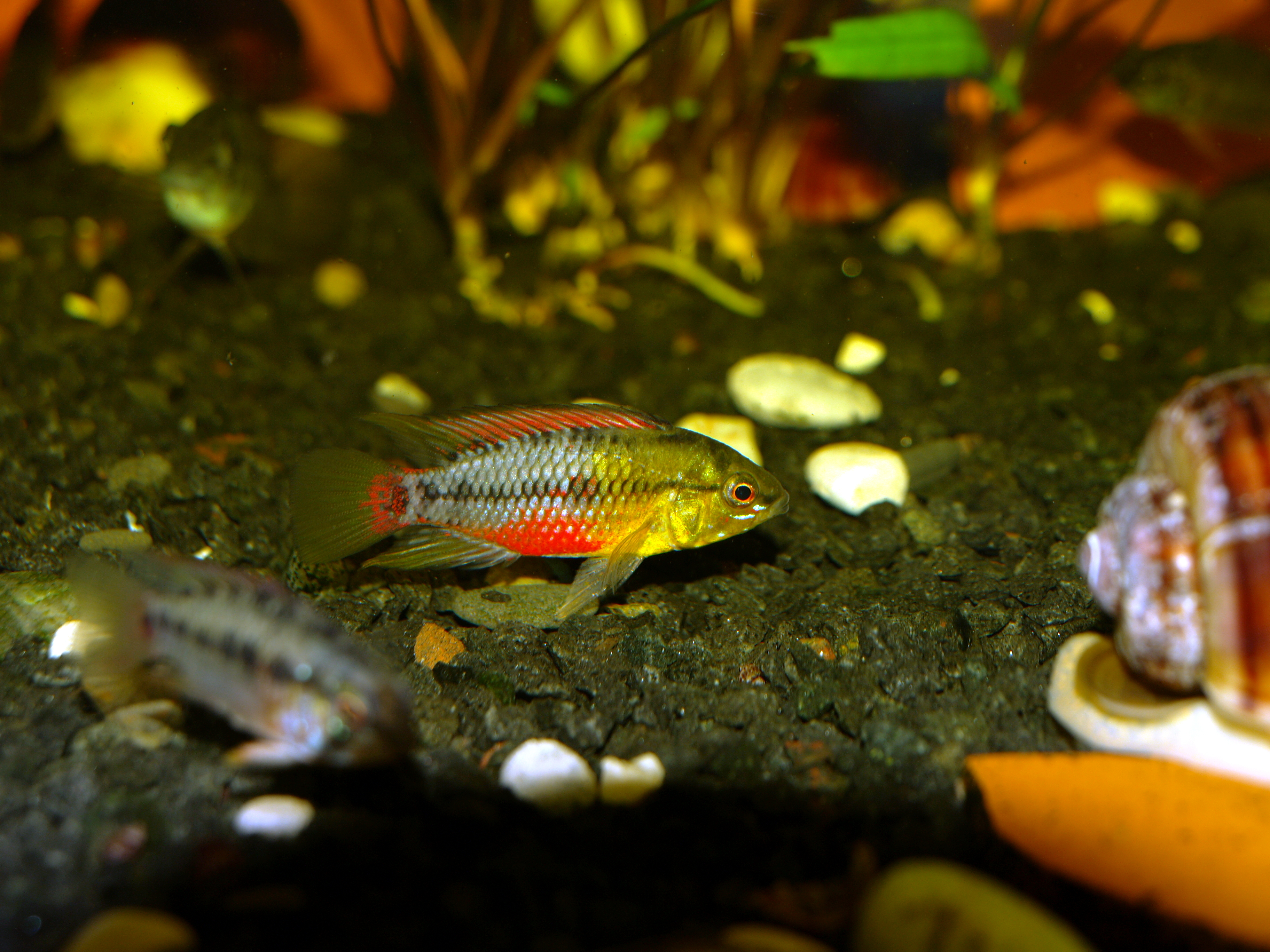
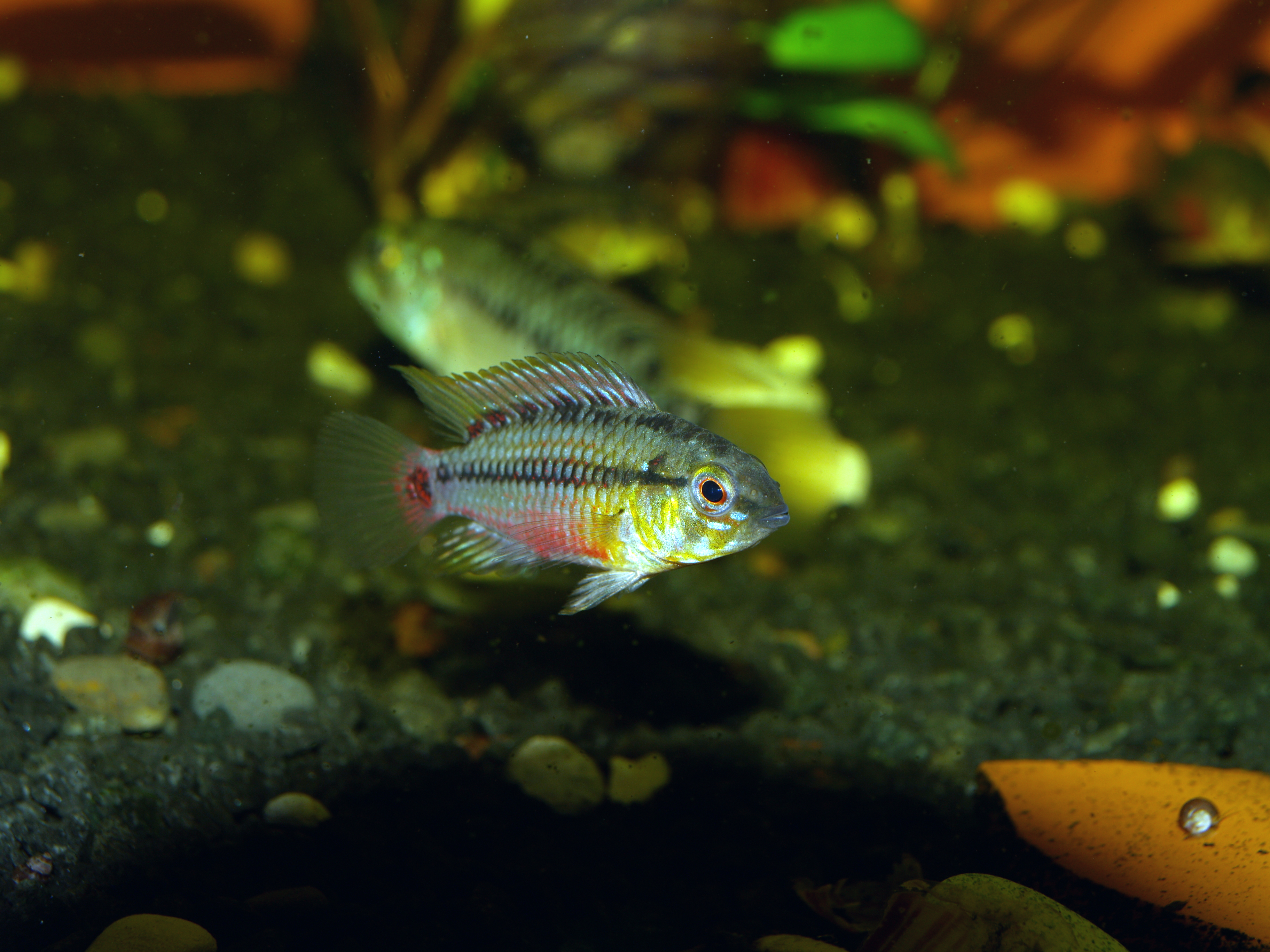
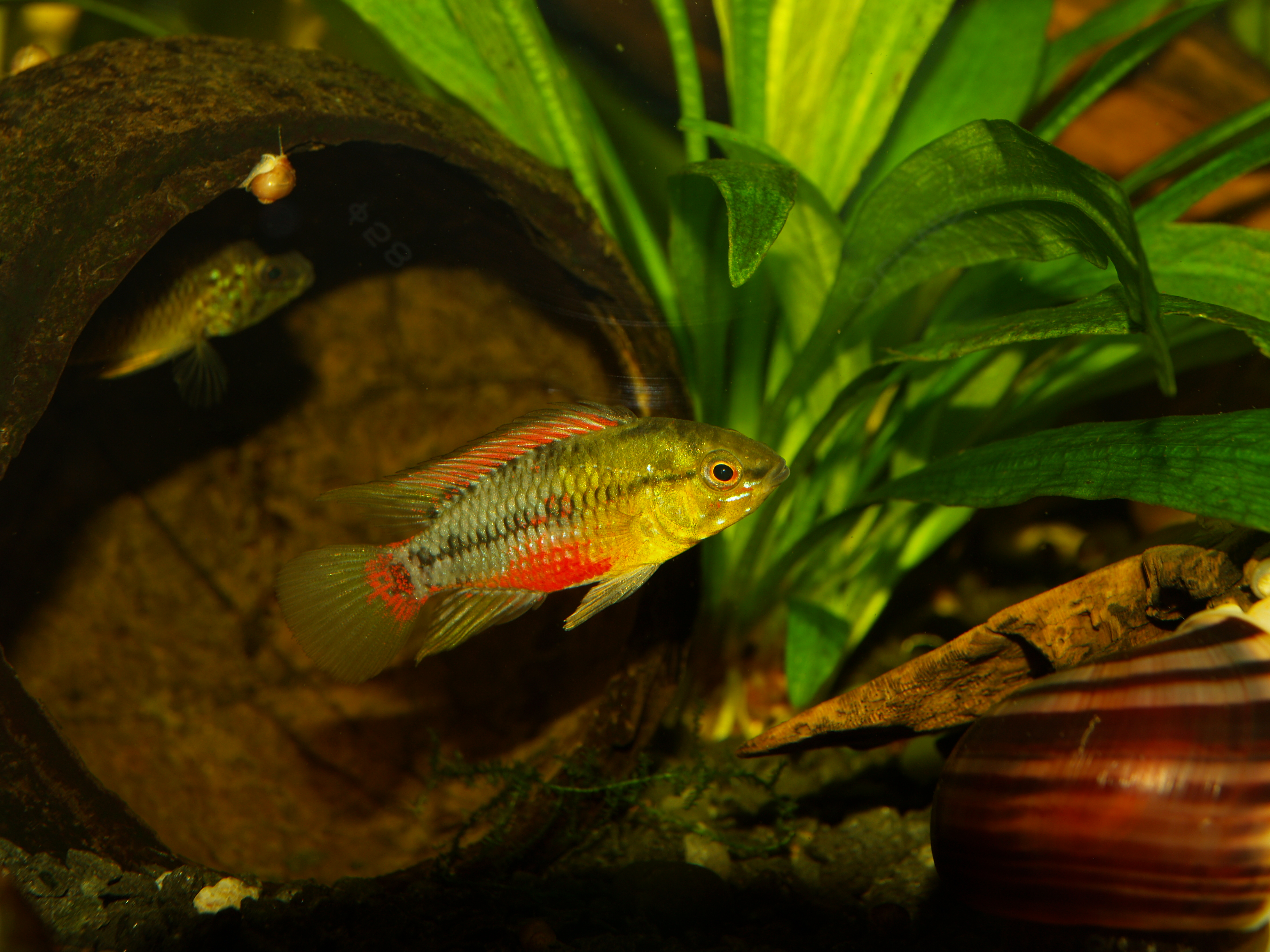